# Стадіон

Схематичне зображення стадіону для легкої атлетики

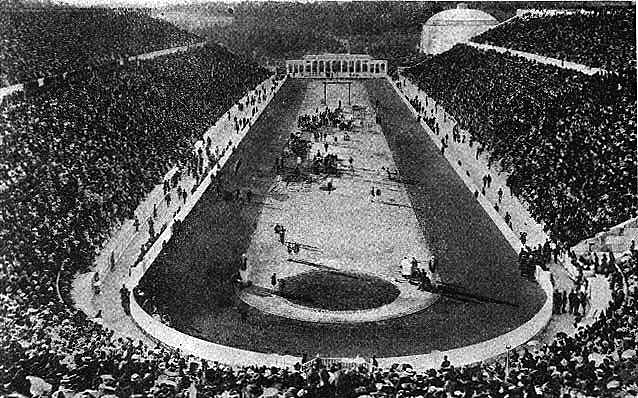
Стадіон «Панатінаїкос» в Афінах (1906)

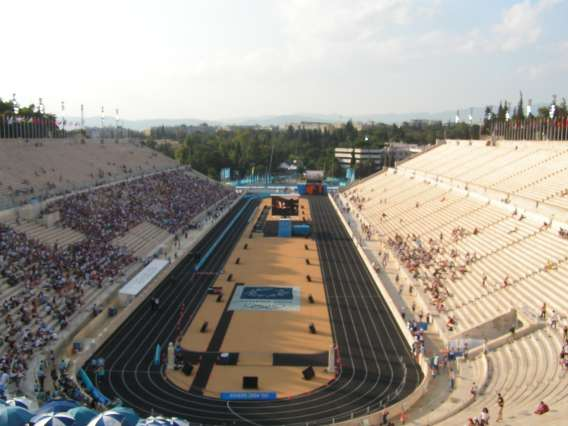
Сучасний вигляд стадіону

Стадіо́н (грец. στάδιον, «місце для змагань») — комплексна споруда для спортивних змагань. Зазвичай, включає: спортивне (атлетичне) поле, трибуни для глядачів, які розташовано зі сходами навколо поля. Може також мати систему освітлення, бігові доріжки тощо.
В античну епоху стадіон використовували, зазвичай, для змагань з бігу; звідси пішла практика стандартизації розміру поля — 180—200 метрів (один стадій, що дало назву самій споруді). До часів стандартизації виміру довжини, ця грецька довжина коливалась в залежності від якої стопи людини було зроблено вимір. Вимір у стопах існував у країнах бувшої Австрійської імперії, частиною якої була і Україна.
Зараз стадіони використовуються не тільки для різних видів спорту на відкритому повітрі (наприклад, легкої атлетики чи футболу), але також для концертів і інших заходів. Залежно від виду спорту, стадіони можуть мати форму овалу, витянутого овалу, кола, або навіть будь кого чотирикутника.

## Історія

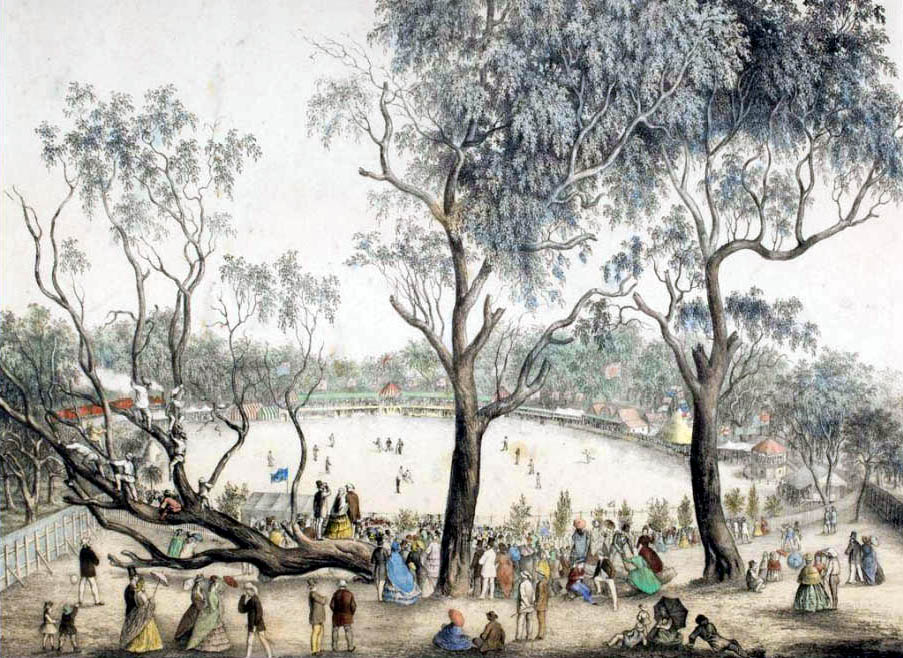
«Мельбурн Крикет Ґраунд» для гри в крикет (Мельбурн, Австралія, малюнок 1864 року)

Першими стадіонами були споруди в Стародавній Греції для проведення Олімпійських ігор і інших спортивних змагань. Найстаріший відомий стадіон знаходився в Олімпії (Греція).
Упродовж XIX сторіччя населення міст завдяки урбанізації стрімко зростало, спорт почав здобувати дедалі більшу популярність серед населення, виникали нові спортивні майданчики і клуби. 1871 року проведено перший Кубок Англії з футболу — найстаріше національне регулярне футбольне змагання, 1896 року в Афінах відбулися перші сучасні Олімпійські ігри. Щоб задовольнити потреби глядачів, розпочалося будівництво масивних споруд, що могли вмістити тисячі, а то й десятки тисяч осіб.
Трибуни перших стадіонів мали стоячі місця або дерев'яні лавки для глядачів. Вони були відкритими, тільки на деяких стадіонах були невеликі дахи, що накривали трибуну з для найважливіших глядачів.
Першим стадіоном з двоярусною трибуною (одна трибуна над іншою) став лондонський «Гайбері», зведений 1913 року.
У тоталітарних країнах стадіони показували велич держави, тому було зведено такі гіганти як 65-тисячний «Стадіо Мунічіпале Беніто Муссоліні» у Турині (1933), 100-тисячний «Олімпіаштадіон» у Берліні (1934), 100-тисячний Центральний стадіон ім. Леніна у Москві (1956), 150-тисячний Стадіон 1 травня у Пхеньяні (1989) та інші.

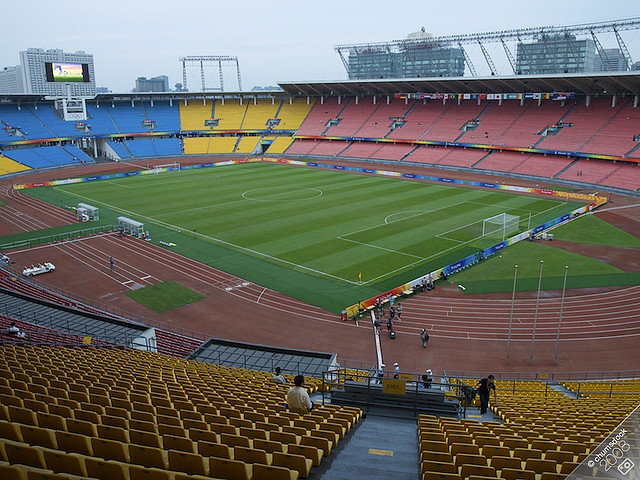
Робітничий стадіон (Пекін, КНР)
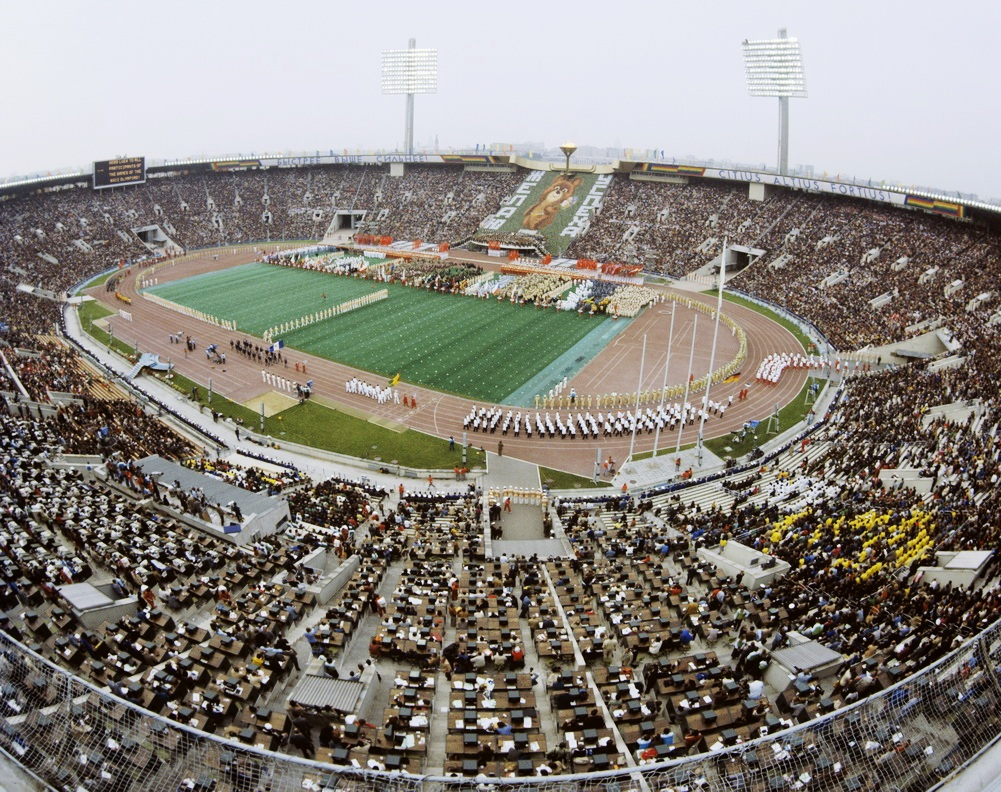
Центральний стадіон ім. Леніна (Москва, Росія)
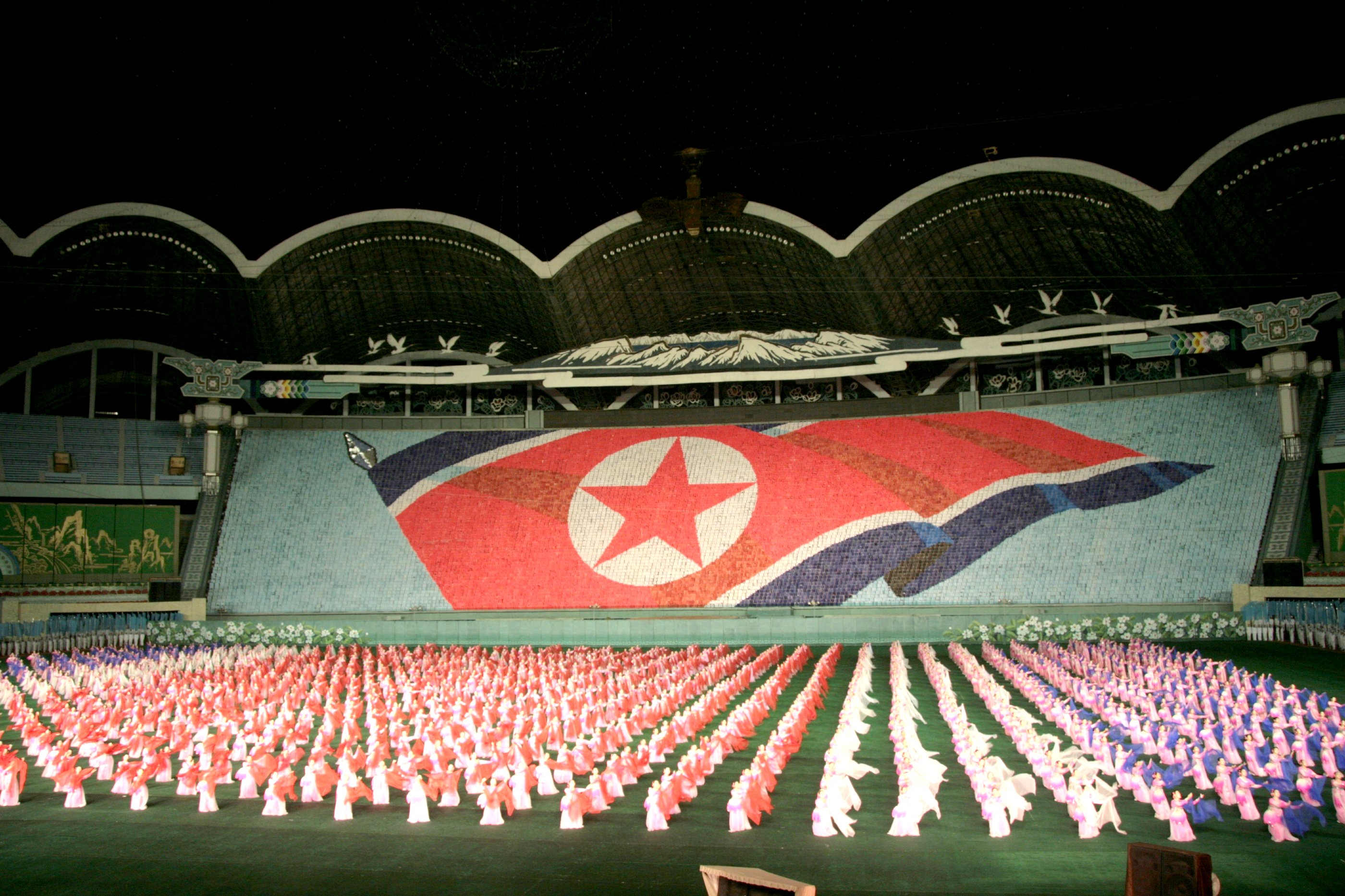
Стадіон 1 травня (Пхеньян, КНДР)

Комерційні спортивні клуби будували стадіони, розраховані на десятки тисяч глядачів, щоб отримати прибуток від продажу квитків. У Європі та Латинській Америці великі стадіони були збудовані для футболу, у США — для американського футболу та бейсболу.
Після кількох випадків тисняви й обвалів трибун на стадіонах під час футбольних матчів, широковідомими серед яких були Ейзельська трагедія (1985) і трагедія на Гіллсборо (1989), гостро постало питання безпеки на стадіонах. На зламі 1980-х—1990-х над цією проблемою почали серйозно працювати у Великій Британії, а згодом — у всьому світі. Відтоді всі стадіони почали обладнувати тільки індивідуальними сидіннями, а не лавами і стоячими трибунами, як до того. Такий підхід дозволив забезпечити значно комфортніші умови для глядачів, але внаслідок цього зменшилась кількість місць на трибунах і зросла ціна квитків.
Новітні великі стадіони потрібні для проведення таких найважливіших всесвітніх спортивних змагань, як літні Олімпійські ігри, чемпіонат світу з футболу, чемпіонат світу з легкої атлетики, а також для континентальних першостей (чемпіонат Європи з футболу і так далі).
Найсучасніші стадіони — це не тільки спортивні споруди, а й цілі комплекси з власними автостоянками, офісними приміщеннями, музеями, ресторанами та розважальними закладами для відвідувачів. На деяких стадіонах спеціальні механізми дозволяють складати й розкладати дах і накриття, регулювати позицію трибун, наближати, віддаляти і, навіть, складати окремі трибуни, керувати газоном і т. д. Окрім спортивних подій на стадіонах можуть відбуватися урочисті церемонії, концерти та інші масові заходи.

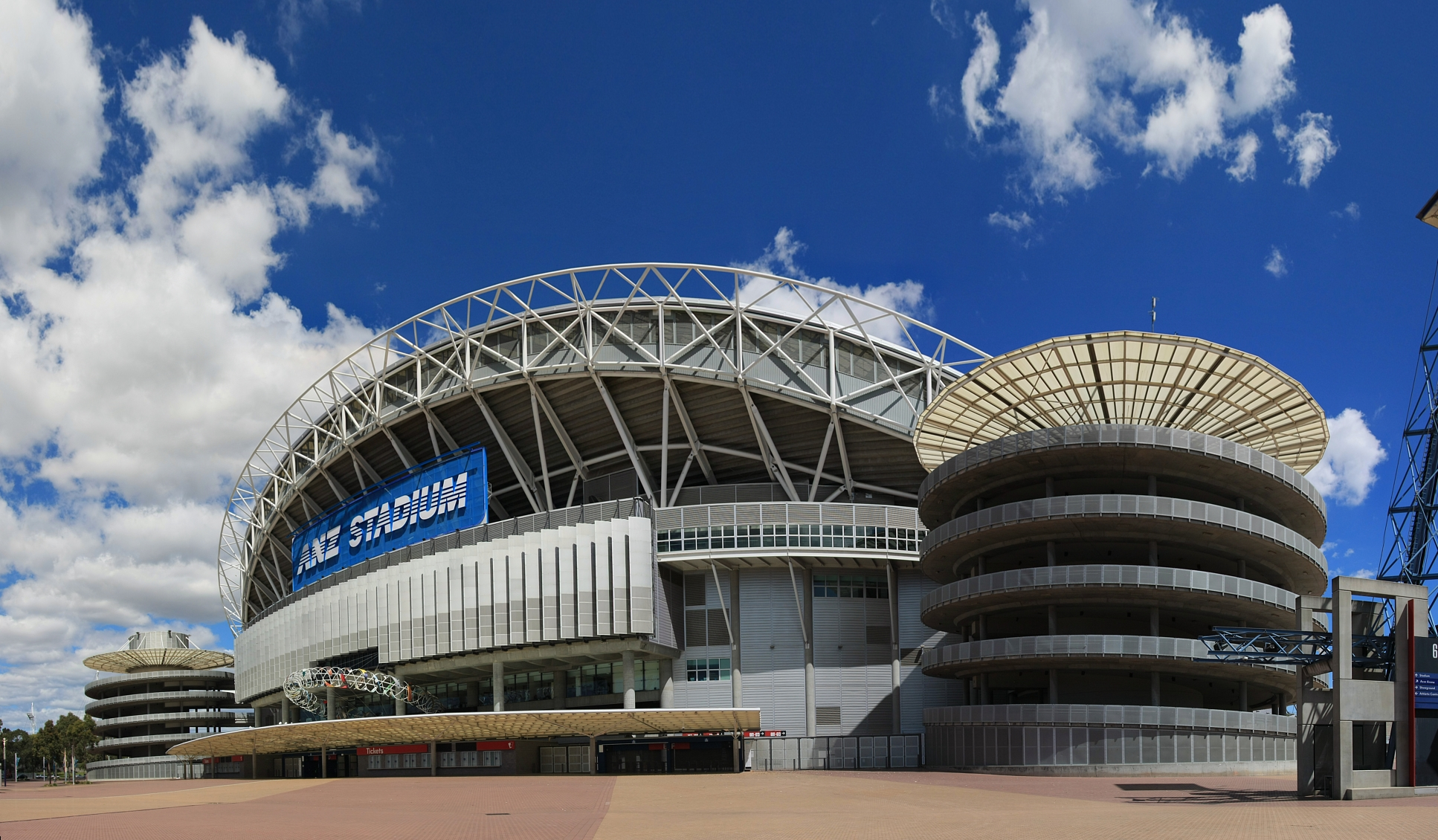
Стадіон «Австралія» (Сідней, Австралія)
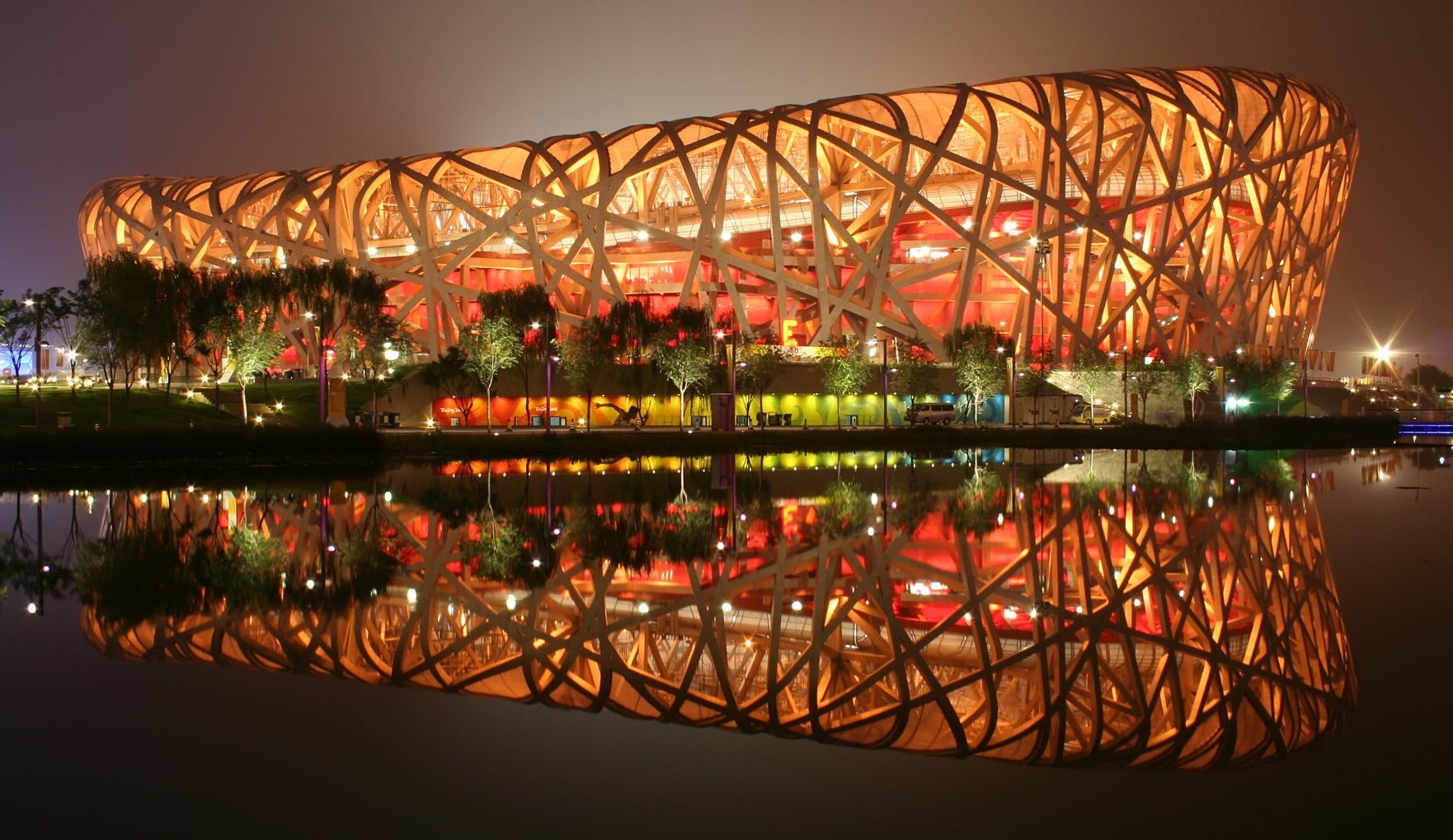
Пекінський національний стадіон (Пекін, Китай)
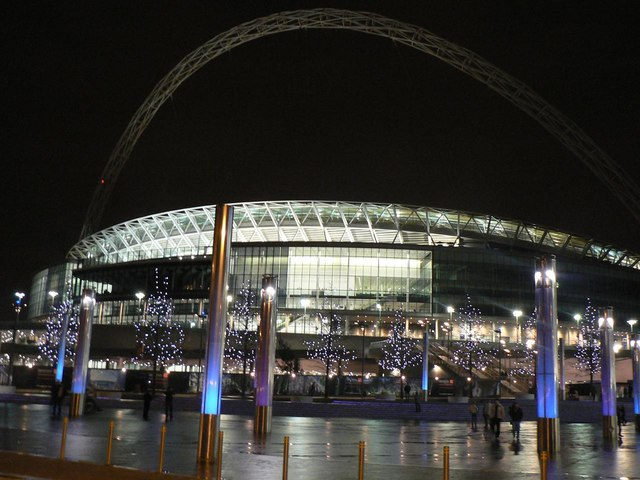
«Вемблі» (Лондон, Велика Британія)
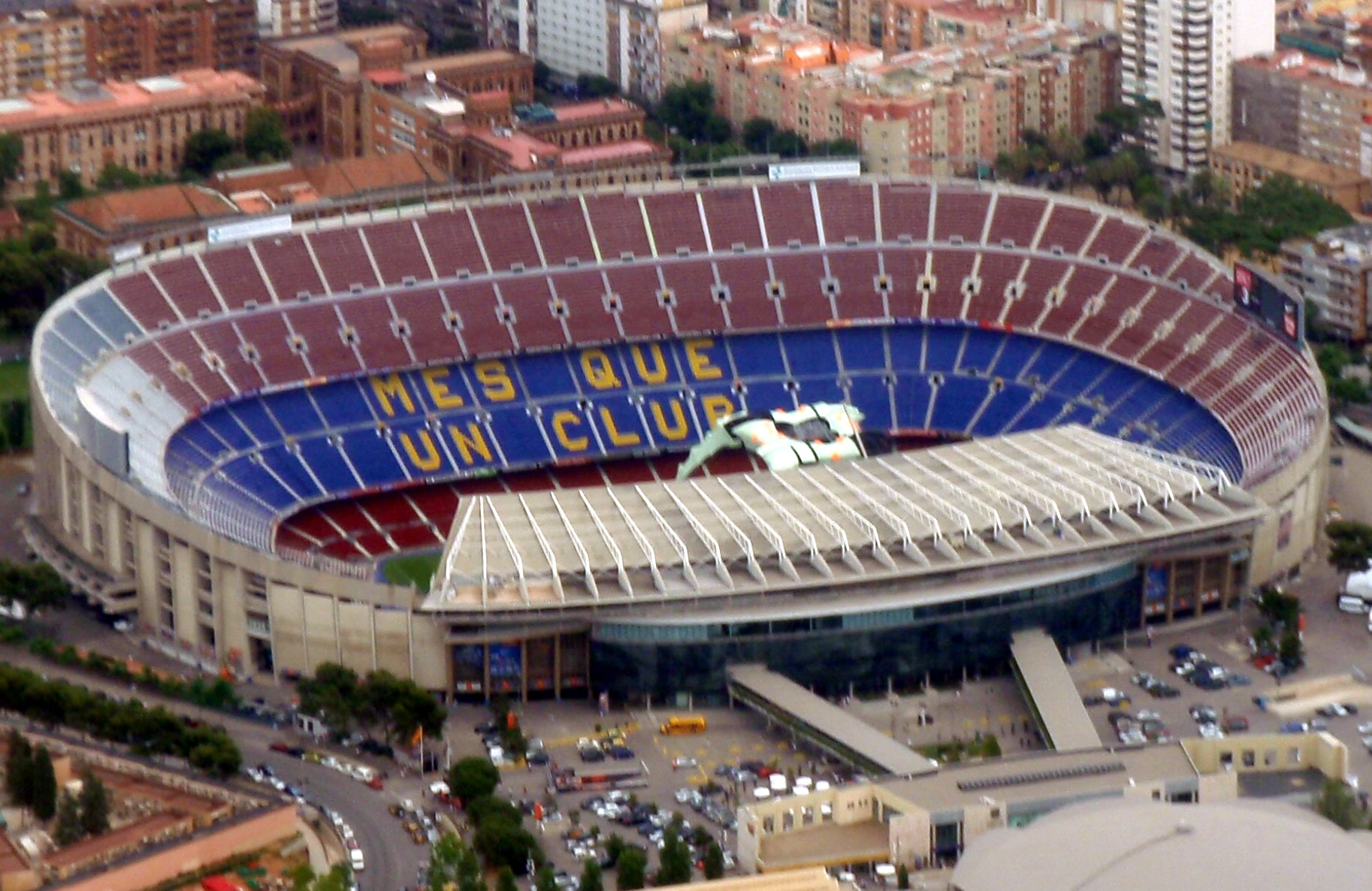
«Камп Ноу» (Барселона, Іспанія)
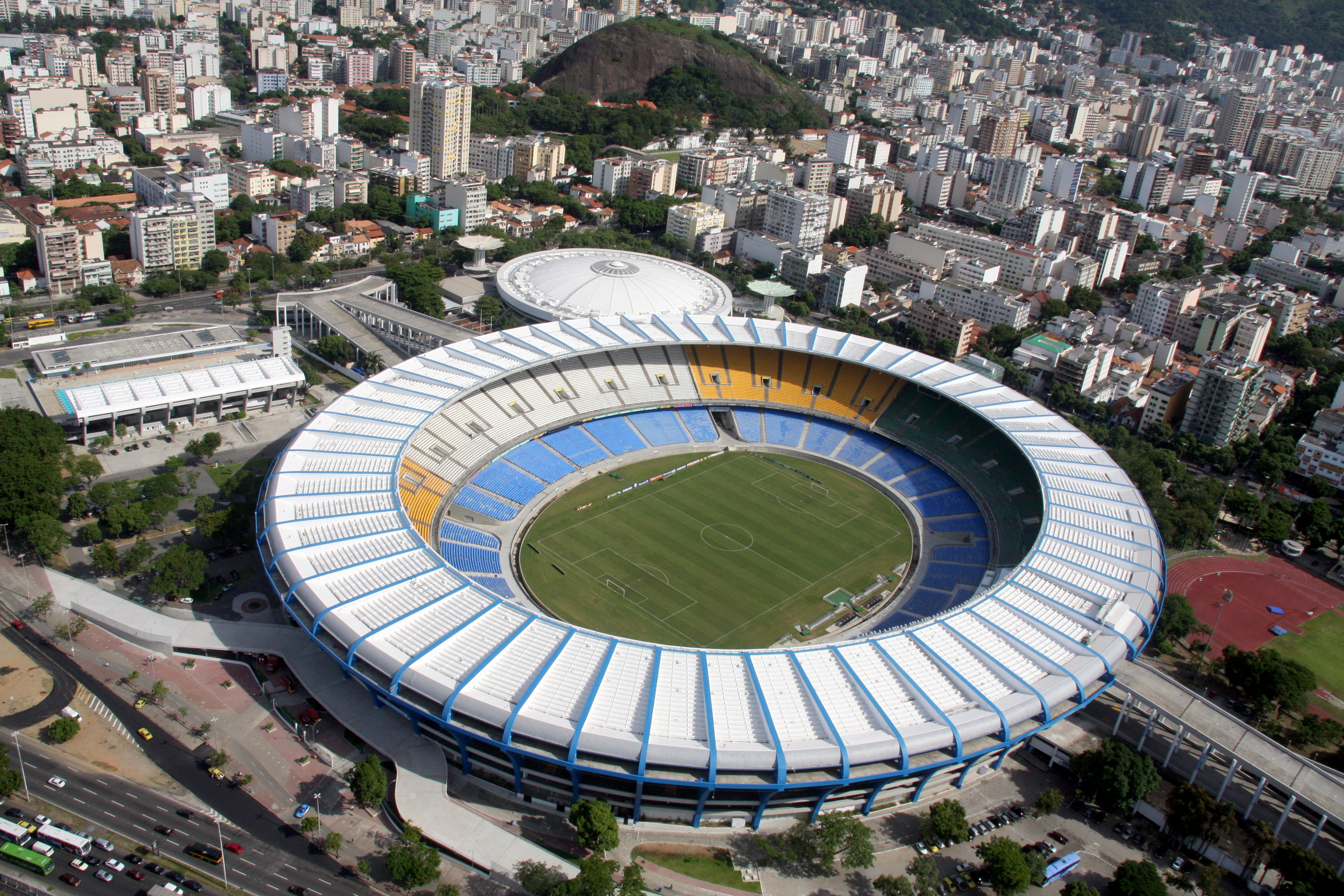
«Маракана» (Ріо-де-Жанейро, Бразилія)
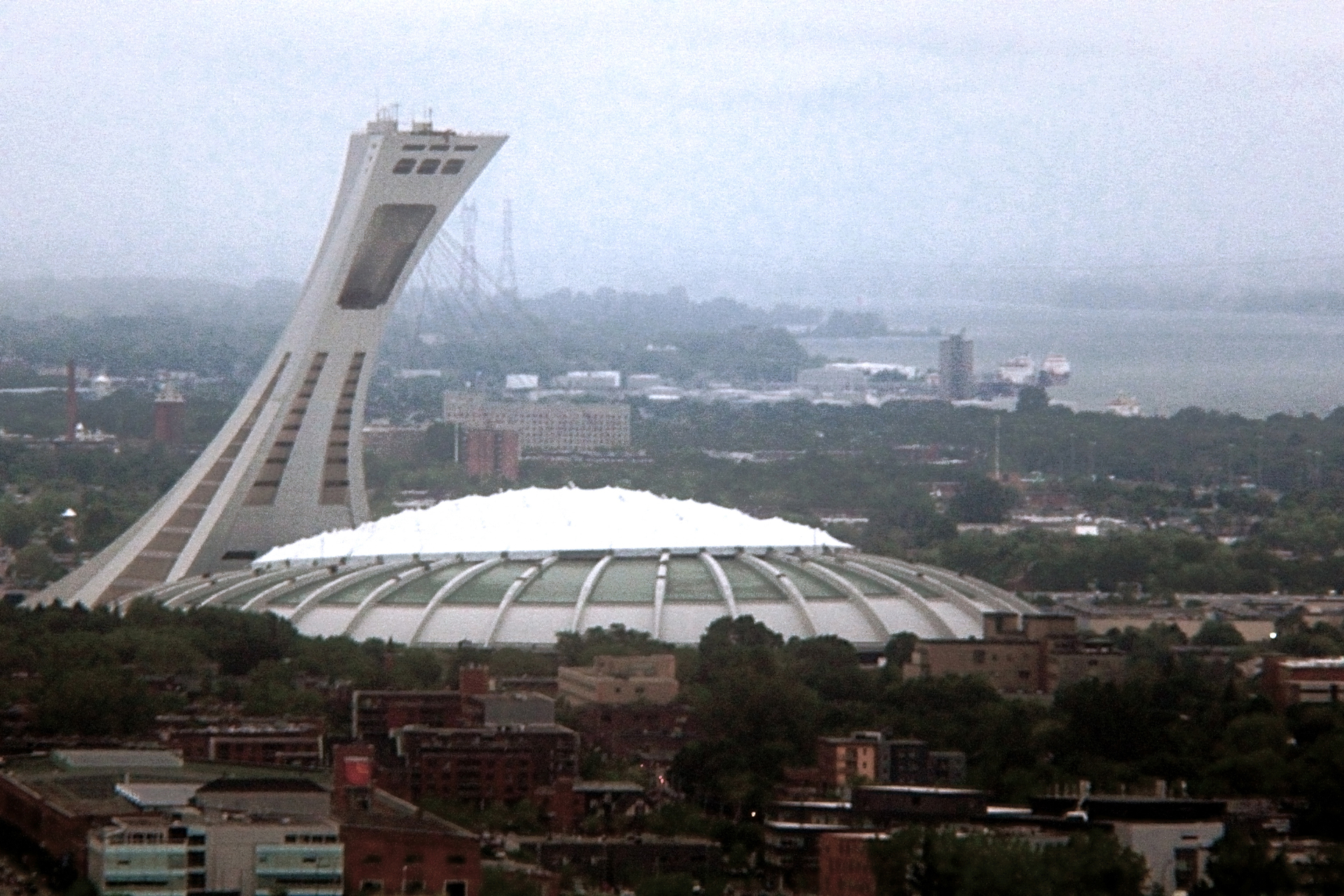
Олімпійський стадіон (Монреаль, Канада)
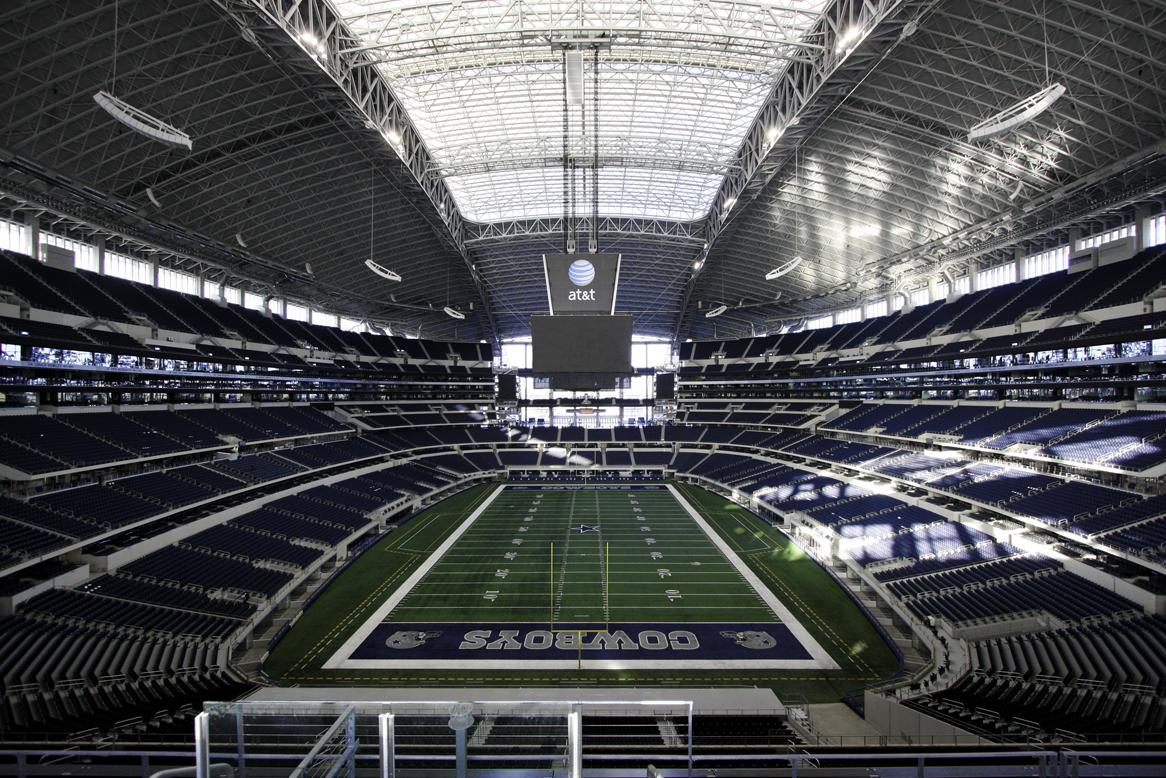
«Cowboys Stadium» (Арлінґтон, США)